# 福岡道雄
福岡 道雄（ふくおか みちお、1936年2月4日 - 2023年11月15日）は、日本の彫刻家。晩年は「つくらない彫刻家」を名乗っていた。

## 来歴

### 生い立ち
1936年、大阪府堺市に生まれる。幼少時に中華民国北平市（現：北京市）に渡り、終戦後に帰国。中学2年まで滋賀県高島郡（現高島市）海津で過ごした。建築家を志し堺市立工業高等学校建築科に入学。京都市立芸術大学の彫刻科を受験するが失敗したことから、デッサンをやり直すために、1955年に堺市立工業高等学校を卒業後、大阪市立美術研究所に入所した。デッサンを学ぶために入所したものの、誤って彫刻室に入る。大阪市立美術研究所では、今村輝久、保田龍門に師事。

### 彫刻家として
1958年の自身初の個展では、砂浜に石膏を流し込む技法を用いた独自の抽象彫刻を発表した。その後も〈SAND〉や〈奇跡の庭〉など、「彫刻らしさ」を疑うような初期の作品群を発表し、世間の注目を集めた。1959年、朝日新人展に出展。1960年には、山口牧生、増田正和、村松達也らとともに、彫刻家集団「場」を結成し、複数の展覧会を開催する。1960年代に入ると、1963年に美術批評家の中原祐介がキューレーターを務めた展覧会「不在の部屋」に参加するなど、「反芸術」的な傾向を強め、「反芸術」運動を代表する芸術家の一人として注目された。1970年代初頭には、空気（ため息）をモチーフにした、一連のピンク色のバルーン状の作品群〈ピンクバルーン〉により、空気を彫刻素材として捉える試みを遂行した。1980年代後半からは、黒いFRP素材の直方体の〈風景彫刻〉シリーズを制作した（本人はその黒い塊を「棺桶」と読んでいる）。
1990年代は、水面をモチーフに制作を行なった。2005年の個展において、「最後の発表とする」と自身の制作活動の休止を宣言し、以後「つくらない彫刻家」としての姿勢を貫く。
2023年11月15日、死去。87歳没。

## 受賞歴
- 1970年、「第2回神戸須磨離宮公園現代彫刻展[18]」（須磨離宮公園、兵庫）で《エピローグ》が神戸緑化協会賞[要出典]。
- 1971年、「第4回 現代日本彫刻展[19]」（宇部市野外彫刻美術館、山口）で《Apple》が神戸須磨離宮公園賞を受賞[20]。
- 1977年、《九頭竜ダム[21]》（1976年）が第8回中原悌二郎賞（旭川市）優秀賞を受賞[4][22][23][24]。

## 展覧会
主な展覧会を個展とグループ展に分けて示す。

### 個展
- 1958年 - 白鳳画廊（大阪）にて初の個展[26]。
- 1977年 - 個展（ナビリオ画廊、ミラノ）
- 1979年 - 「福岡道雄の世界[31]」（大阪府民ギャラリー、大阪）[5]
- 1985年 - 個展（INAXギャラリー2、東京[32][注釈 1]）
- 1987年 - 個展（ギャラリー16、京都[33][34][35]）[5]
- 1990年 - 個展（東京画廊、東京[36][37]）
- 1990年 - 個展（信濃橋画廊、大阪[38][注釈 2]）
- 1993年 - 個展（信濃橋画廊、大阪）
- 1993年 - 個展（松村画廊、香川[39]）
- 1995年 - 個展（INAXギャラリー2、東京）
- 1996年 - 個展（カサハラ画廊、大阪）
- 1998年 - 個展（信濃橋画廊、大阪）
- 1998年 - 個展（松村画廊、香川）
- 1999年 - 個展（東京画廊、東京）
- 2000年 - 「福岡道雄新作展 僕達は本当に怯えなくてもいいのでしょうか[40]」（伊丹市立美術館、兵庫）
- 2001年 - 「福岡道雄展 ―何もすることがない ―[26]」（INAXギャラリー2、東京）
- 2005年 - 「福岡道雄 笑うミミズ 怒る蚯蚓」（アートスペース虹、京都[41][注釈 3]）
- 2005年 - 「福岡道雄展 腐ったきんたま」（信濃橋画廊、大阪）
- 2008年 - 「福岡道雄 水の表情」（滋賀県立近代美術館、滋賀）
- 2008年 - 「兆 福岡道雄 '70年代から'80年代」（信濃橋画廊、大阪）
- 2013年（11月11日 - 12月7日） - 「福岡道雄展 僕の顔[42]」（ギャラリーほそかわ、大阪[43]）
- 2016年（4月1日 - 4月28日） - 「福岡道雄展 ことばと文字－つくらない彫刻家のその後[44]」（ギャラリーほそかわ、大阪）
- 2017年 - 「福岡道雄 つくらない彫刻家[45][46][47][48]」（国立国際美術館、大阪）
- 2018年 - 「福岡道雄「黒一色の景観から」[49][50]」（ギャラリーヤマキファインアート、兵庫[51]）
- 2024年 - 「福岡道雄　静かな前衛」（さかい利晶の杜、大阪）

### グループ展
- 1959年 - 「朝日新人展」（高島屋、大阪）
- 1960年 - 「『集団現代彫刻』第一回展」（西武デパート、東京）[5]
- 1960年（5月22日 - 6月10日） - 「彫刻集団『場』野外展」（大阪城公園大手前広場、大阪）[12]
- 1960年（11月27日 - 12月3日） - 「彫刻集団『場』展」（ナニワ画廊、大阪）[12]
- 1962年 - 「『集団現代彫刻[52]』第三回展」に《何もすることがない》（1962年）を出展[16]。
- 1963年 - 「不在の部屋展[53]」(内科画廊、東京)
- 1964年 - 「現代美術の動向－絵画と彫塑－[54]」（国立近代美術館京都分室、京都)
- 1966年 - 「現代美術の新世代展[55]」（東京国立近代美術館、東京）
- 1967年 - 「第2回 現代日本彫刻展[56]」（宇部市野外彫刻美術館、山口）に《Pink Balloon》を出品、同作でK氏賞を受賞[30]。
- 1968年 - 「第8回現代日本美術展」（東京都美術館、東京）
- 1968年 - 「第一回神戸須磨離宮公園現代彫刻展[57]」に《オルデンバーグからの贈り物》（1968年）を出展[2][58]。
- 1969年 - 「現代世界美術・東と西の対話[59][60]」（東京国立近代美術館、東京）
- 1969年 - 「第9回現代日本美術展」（東京都美術館、東京）[5]
- 1970年 - 「20人の方法展[61]」（信濃橋画廊、大阪）
- 1970年 - 「神戸須磨離宮公園第2回現代彫刻展[18]」（須磨離宮公園、兵庫）
- 1971年 - 「第4回 現代日本彫刻展[19]」（宇部市野外彫刻美術館、山口）に《Apple》を出品し、同作が神戸須磨離宮公園賞を受賞[20]。
- 1972年 - 「現在美術の鳥瞰展[62]」（京都国立近代美術館、京都）
- 1975年 - 「第2回彫刻の森美術館大賞展[63][64]」（彫刻の森美術館、神奈川）
- 1976年（1月6日 - 1月25日） - 「アート・ナウ '76[65]」（兵庫県立近代美術館、兵庫）
- 1980年 - 「アジア美術展『第2部 アジア現代美術展』[66][67][68][69][70][71][72]」（福岡市美術館、福岡）
- 1981年 - 「アート・ナウ 1970-1980[65]」（兵庫県立近代美術館、兵庫）[73]
- 1981年 - 「第16回サンパウロ・ビエンナーレ」（サンパウロ）[74]
- 1981年 - 「日本現代美術の動向展」（韓国文化藝術振興院（朝鮮語版）美術會館、ソウル[75][76][77][78]）
- 1981年 - 「1960年代現代美術の転換期展[79][80][81]」（東京国立近代美術館、東京）
- 1982年 - 「第2回平行芸術展 不透明性をめぐって」（東京小原流会館1階ロビー、東京[82]）[73]
- 1983年 - 「現代日本美術の展望 立体造形展[83]」(富山県立近代美術館、富山）
- 1984年 - 「個のななつ パート1」（信濃橋画廊、大阪）[73]
- 1984年 - 「ヒューマンドキュメンツ'84/'85-7[84]」（東京画廊、東京）
- 1985年 - 「言葉展」（信濃橋画廊、大阪）[73]
- 1985年 - 「現代彫刻の歩み 木の造形展[85]」（神奈川県民ホールギャラリー、神奈川）
- 1985年 - 「彫刻の四人展[86]」（和歌山県立近代美術館、和歌山）
- 1985年 - 「明日の美術館を求めて2 環境としてのイメージ展[87][88]」（兵庫県立近代美術館、兵庫）
- 1986年（10月5日 - 12月14日） - 「現代の『白と黒』[89][90][91]」（埼玉県立近代美術館、埼玉）
- 1986年 - 「神戸現代アートフェスティバル86」（ギャラリーさんちか、兵庫）[73]
- 1988年 - 「手で見る美術展[92]」（有楽町アートフォーラム、東京）[73]
- 1988年 - 「11人の作家による現代美術の1988年展」（何必館・京都現代美術館、京都[93]）
- 1989年（2月3日 - 3月21日） - 「地・間・余白 今日の表現から[89][94]」（埼玉県立近代美術館、埼玉）
- 1991年（10月10日 - 12月1日） - 「芸術と日常―反芸術/汎芸術[95][96]」（国立国際美術館、大阪）
- 1992年 - 「国際野外彫刻展」（東京）
- 1994年 - 「彫刻家の素描展」（旭川市彫刻美術館、北海道）
- 1995年 - 「30周年記念－20人の方法展」（信濃橋画廊、大阪）
- 1996年 - 「日本の現代美術50人展＜21世紀への予感＞」（大阪ナビオ美術館、大阪）
- 1997年 - 「国立国際美術館の20年」（国立国際美術館、大阪）
- 2009年（7月18日 - 8月30日） - 「おもろいやつら－人間像で見る関西の美術」（徳島県立近代美術館、徳島）[97]
- 2012年 - 「言葉と美術が繋ぐもの-中原佑介へのオマージュ[98]」（ギャラリーヤマキファインアート、兵庫）
- 2013年（4月4日 - 5月19日） - 「たまもの 埼玉県立近代美術館大コレクション展[99]」（埼玉県立近代美術館、埼玉）[100]
- 2014年 - 「ヨコハマトリエンナーレ2014」（横浜美術館、神奈川）に6作品を出品[101]。
- 2019年 - 「アートバーゼル香港2019[102]」（ブース：ギャラリーヤマキファインアート）[103]

## 語録
- 「ただひたすら、「反」という文字を頭に彫刻を作ってきたような気がする。それは反抗の「反」であり、反対の「反」であり、また反省の「反」でもあったわけだ・・・。」[104]

## 主なパブリックコレクション
2017年現在、福岡道雄の作品を収蔵する主な施設、団体を示す。

### 美術館
- 旭川市彫刻美術館 - 中原悌二郎賞を受賞した《九頭竜ダム》（1976年）を所蔵する[105]。
- 新潟県立近代美術館 - 《ピンク・バルーン》（1967年/1994［一部再成形］）を一般財団法人駒形十吉美術館の寄託を受けて所蔵[106]。
- 東京都現代美術館 - 《何もすることがない 僕達がピンク色の女王のアドバルーンとなるとき》（1962-65）を所蔵[107]。
- 世田谷美術館
- 神奈川県立近代美術館
- 国立国際美術館
- 和歌山県立近代美術館
- 徳島県立近代美術館
- 福岡市美術館
- 名古屋市美術館
- 高松市美術館
- 京都市美術館
- 埼玉県立近代美術館
- 広島市現代美術館
- 大阪中之島美術館
- 伊丹市立美術館
- 滋賀県立近代美術館 - 《風》（1991年）、《湖岸》（1981年）、《三段池》（1991年）、《瀬》（1992年）、《釣りをする2》（1982年）、《飛ぶ2》（1995年）、《波に寝る》（1991年）、《反という波｢ヒロシマのための習作｣》（1996年）、《二つの池》（1991年）、《モジリ》（1991年）を収蔵する[108]。
- 静岡県立美術館
- 兵庫県立美術館
- 埼玉県草加市文化会館
- 千葉市美術館
- 西宮市大谷記念美術館

### 公園
- 神戸須磨離宮公園野外美術館 - 《APPLE》(1971)[20]がおべんとう広場に設置されている[109]。
- 滋賀県立陶芸の森
- 大阪府営服部緑地 - 東中央広場に《白昼夢》が設置されている[110]

### 自治体
- 倉敷市 - 《朝 Daybreak》（1994年）が倉敷市内の水島臨海鉄道の高架側道の「くらしき 緑と水のアート回遊」の彫刻群の一つとして設置されている[5][111][112]。
- 堺市 - 《ピンクバルーン》を所蔵する[113][114][115]。また、《無題》が2007年に大阪信用金庫宿院支店前に設置された[116][117][注釈 4]。
- 宇部市 - 《飛び石》(1996)が小串通り・ＡＮＡクラウンプラザホテル宇部前交差点に設置されている[118]。FRPで製作したものをブロンズで型取りし直した作品[118]。
- 神戸市
- 広島県瀬戸田町 - 1989年から行われた「瀬戸田ビエンナーレ」において設置された《飛石》が瀬戸田小学校中庭に設置されている[119][120][121]。

### その他
- PL教団

### 福岡道雄の著書
- 福岡道雄『何もすることがない : 彫刻家は釣りにでる』ブレーンセンター、1990年。 NCID BN0503006X。
- 福岡道雄『つくらない彫刻家』プレーンセンター、2012年10月。

### 書籍
- 『現代美術の動向 : 絵画と彫塑』国立近代美術館京都分館、1965年6月。
- 東京国立近代美術館 編『現代世界美術展 : 東と西の対話』東京国立近代美術館、1969年。 NCID BN05295891。
- 旭川市教育委員会 編『中原悌二郎賞 第8回』旭川市教育委員会、1977年。 NCID BA64311842。
- 『明日の美術館を求めて2 - 環境としてのイメージ』兵庫県立近代美術館、1985年。
- 『現代の白と黒』埼玉県立近代美術館、1986年。 NCID BN15401215。
- 『地・間・余白 : 今日の表現から』埼玉県立近代美術館、1989年。 NCID BA56644409。
- 中原祐介『80年代美術100のかたち』図書出版社、1991年4月。
- 『芸術と日常 : 反芸術/汎芸術』国立国際美術館、1991年。 NCID BN07660025。
- COCA 編『現代美術への誘い』東方出版、1999年。
- 藤森耕英(構成・執筆)『日本美術家事典 1999』オーアンドエムリミテッド、1999年3月。
- 「平成25年度年報」『埼玉県立近代美術館年報』2014年。
- 山村 仁志『東京都美術館の特質と課題―様々な個人を生かすしなやかな容器』22号、東京都美術館〈東京都美術館紀要〉、2016年3月31日、5-15頁。ISSN 0386-0981。
- 光田 ゆり『福岡道雄 反彫刻のダンディズム』222号、独立行政法人国立美術館 国立国際美術館〈国立国際美術館ニュース〉、2017年10月1日。ISSN 2432-2121。
- 新潟県立近代美術館「2019年度年報」『新潟県立近代美術館年報』2019年。
- 『LIXLギャラリーおよびその他LIXIL文化活動のあゆみ（年表）』（プレスリリース）LIXIL、2020年9月30日。
- 『ヨコハマトリエンナーレ 第4回記者会見資料 参加作家全容、創造界隈拠点連携プログラム発表』（プレスリリース）横浜トリエンナーレ組織委員会、2014年4月22日。2021年5月21日閲覧。
- 『島ごと美術館アートマップ』尾道市。2021年5月21日閲覧。

### Web
- “福岡道雄展 HOME”.   INAXギャラリー2. 2021年5月5日閲覧。

## 関連文献
- 荒木高子 著「白鳳画廊のこと」、和歌山県立近代美術館 編『現代の造形-土と布と糸：荒木高子・前川強・浜谷明夫展』和歌山県立近代美術館、1989年。
- 信濃橋画廊 編『信濃橋画廊 1965-1995』信濃橋画廊、1995年。 NCID BB25771726。
- 福岡道雄（著）、国立国際美術館（編）「日記」『国立国際図書館月報』第101号、国立国際美術館、2001年2月、3頁、ISSN 2432-2113、NCID AA11878293。
- 国立国際美術館（編）「III 戦後日本の美術」『国立国際美術館所蔵作品選』、国立国際美術館、2004年、92頁、NCID BA70196454。
- 岡部るい 著、国立国際美術館 編『国立国際美術館：所蔵作品選』国立国際美術館、2012年、126頁。 NCID BA70196454。
- 平田洋一、福岡道雄、江上ゆか 著「対談「すっかり駄目になった僕たち」」、兵庫県立美術館 編『「信濃橋画廊」インタビュー集』兵庫県立美術館、2014年3月。 NCID BB15298982。
- 中井康之 著「第5章：1970-79」、東京美術倶楽部 編『日本の20世紀美術』平凡社、2014年、345頁。ISBN 9784582206401。
- 国立国際美術館(山梨俊夫、中井康之、武本彩子)監修 著、岡崎素子 編『国立国際美術館の名作』 4巻、国立美術館〈国立美術館ガイド〉、2019年4月。ISBN 9784416919750。